# ヴィンニー＝プーフ
『ヴィンニー＝プーフ』（原題：Винни-Пух、ラテン文字転写：Vinni Pukh、英題：Winnie-the-Pooh）は、旧ソビエト連邦時代に作られたロシアの短編アニメーション。1969年から1972年までに制作された。日本未公開。読み方はヴィーニー・プーフやヴィンニ・プーフ又はヴィーニ・プーフとも呼ぶ。

## 概説
1960年代にロシアで出版されたA・A・ミルンの児童小説「クマのプーさん」を翻訳・絵本化した〈絵：G・カリノーフスキー（Г. Калиновский）とB・ディオドロフ（Б. Диодоров）〉の原作を元に1969年にフョードル・ヒトルークによってアニメーション化。以後1971年に「ヴィンニー＝プーフ お客になる」1972年｢ヴィンニー＝プーフと忙しい一日｣と短編映画として三部作が作られる。内容も原作とは多いに異なり、大胆なアレンジもなされている。重要キャラクターのクリストファー・ロビンは登場しておらず、登場キャラクターの設定もぬいぐるみでは無くあくまで生物としての動物として描かれている。見た目もディズニー版とは全く異なっていてプーフの見た目が一見するとタヌキに見えるが、れっきとした茶色の熊である。プーに当たるプーフの性格もかなり異なり独特の哲学を持っている。但しハチミツが大好物なのは同じである。またピグレットに当たるピタチョークが第1話ではクリストファー・ロビンの役目を兼任したりもしている。ラビットに当たるウサギはメガネを掛けている。ロシアではディズニー版以上に親しまれており、アニメを元にした絵本やキャラクターグッズ等が販売されており、現在でも国民的認知度や知名度が高い。

## ロシア版クマのプーさん
ヴィンニー＝プーフ Винни-Пух　 (1969)
記念すべき第一作目。プーフは木の上のハチの巣の中のハチミツを風船を使って取ろうと悪戦苦闘。ピタチョークにも手伝って貰うが･･･。
元ネタは『プーさんとはちみつ』、クリストファー・ロビンのポジションをピタチョークが担っている。
ヴィンニー＝プーフ お客さんにになる Винни-Пух идёт в гости (1971)
第二作目。プーフとピタチョークがたまたまウサギの家に上がりこむ事になり、嫌々ながらもウサギはプーフ達をもてなすが･･･。
ヴィンニー＝プーフ プーフの忙しい一日 Винни-Пух и день забот (1972)
三作目でこのシリーズは打ち切られる。落ち込んでるイーアーのためにプーフとピタチョークがプレゼントで元気づけようとするが･･･。

## 登場キャラクター
プーフ（プー）
本作の主人公であるクマ。見た目はタヌキだがれっきとしたヒグマで、黒くて長い爪を持っている｡ 
性格は若干あつかましい。一見すると傍若無人に見えるが､彼なりに独特の哲学を持ってる。好物はハチミツ。ピタチョークと意気統合。

※声は編集で『サウスパーク』のカートマンのように若干早口に加工している。
ピタチョーク（ピグレット）
全話に登場。プーフの友達の仔豚。心優しい性格でおっちょこちょいの面があるが、良き相棒で弟分でもある。
イーアー（イーヨー）
第三作目に登場。本家同様、ネガティブな事をつぶやいてるロバ。ある池で落ち込んでる時にプーフ達と出くわすが･･･。
ウサギ（ラビット） ※名前無し
第二作目に登場。突然プーフ達に突然家を上がりこまれてしまうも、向かい入れておもてなし迄してしまうというお人好しのウサギ。
フクロウ（オウル）※名前無し
第三作目に登場。プーフの良き相談役のフクロウ。落ち込んでるイーアーのためにプレゼントを提案する。

## スタッフ・キャスト
- 監督：フョードル・ヒトルーク
- 原作：A・A・ミルン
- 脚本：B・ザホデール
- 音楽：ミェチスワフ・ヴァインベルク

### 声の出演
- エフゲニー・レオーノフ（プーフ）
- イヤ・サヴィーナ（ピタチョーク）